# Toni Sailer
Anton Engelbert "Toni" Sailer (n. 17 noiembrie 1935, Kitzbühel, Tirol, Austria – d. 24 august 2009, Innsbruck, Austria) a fost un schior și actor austriac. La jocurile olimpice de iarnă din anul 1956 de la Cortina d'Ampezzo, Italia, Toni a câștigat trei medalii de aur, la slalom, slalom uriaș și coborâre. La campionatul mondial din anul 1958 de la Bad Gastein, Austria, el câștigă din nou trei medalii de aur și o medalie de argint. În total a câștigat șapte titluri mondiale fiind considerat ca unul dintre cei mai buni schiori din lume.

## Cărți publicate
- Mein Weg zum dreifachen Olympiasieg, Editura Das Berglandbuch, Salzburg / Stuttgart, 1956
- Neue Skischule, Editura Cotta, Stuttgart, 1966
- Junior Ski School, Editura Wotton, Londra, 1986, ISBN 0-9512768-0-8

## Filme
După absolvirea unei școli de actorie din Berlin, Tono Sailer a jucat în numeroase filme:
- 1957: Ein Stück vom Himmel
- 1958: Der Schwarze Blitz
- 1959: Tausend Sterne leuchten
- 1959: Zwölf Mädchen und ein Mann
- 1960: Ginrei No Ohja, film japonez
- 1961: Cumpără-ți un balon (Kauf Dir einen bunten Luftballon), reia Géza von Cziffra
- 1961: O stea cade din cer  (Ein Stern fällt vom Himmel), regia Géza von Cziffra
- 1962: Auf Wiedersehen am blauen Meer
- 1962: Sein bester Freund, Regia: Luis Trenker
- 1964: Das Blaue vom Himmel
- 1964: Sansone e il tesoro degli Incas, film italian
- 1967: Das Große Glück
- 1969: Ski Fever
- 1969: Luftsprünge (TV)
- 1971: Verliebte Ferien in Tirol
- 1971: Tante Trude aus Buxtehude
- 1982: Traumbus
- 1992: Die Leute von St. Benedikt (TV)
- 1993: Almenrausch und Pulverschnee (Serie TV)
- 2000: Da wo die Berge sind (TV)
- 2002: Da wo die Liebe wohnt (TV)